# Polom
Polom je naselje v občini Kočevje, ki leži v Polomskem podolju.